# Loftur Þórarinsson
Loftur Þórarinsson (Thorarinsson, n. 995) fue un vikingo y bóndi de Hrafnkellsstaðir en Islandia. Era hijo de Þórarinn Loftsson (n. 960), un personaje de Þórðar saga hreðu. Loftur es un personaje de la saga de Kormák, saga Vápnfirðinga, y Þórðar saga hreðu. Se casó con Ragnheiður Þorkelsdóttir (n. 1000), hija de Þorkell Geitirsson, y de esa relación nació una hija llamada Halla (n. 1020) que sería esposa de Ormur Ásgrímsson (n. 1000), hijo menor de Ásgrímur Elliða-Grímsson.